# Joan Tetzel
Joan Margaret Tetzel (* 21. Juni 1921 in New York City, New York; † 31. Oktober 1977 in Sussex, England) war eine US-amerikanische Schauspielerin.

## Leben
Joan Tetzel begann ihre Karriere am Theater und spielte im Laufe der Jahrzehnte in einigen Broadway-Stücken. Eine ihrer bekanntesten Bühnenrollen war die der Schwester Ratched an der Seite von Kirk Douglas in der Uraufführung des Theaterstücks Einer flog über das Kuckucksnest.
1946 gab sie an der Seite von Jennifer Jones in dem Film Duell in der Sonne ihr Filmdebüt, ein Jahr später war sie in dem Alfred-Hitchcock-Film Der Fall Paradin zu sehen. Beide Filme wurden jeweils von David O. Selznick gedreht. Im Gegensatz zur Bühne, wo Tetzel viele Erfolge feierte, konnte sie sich nicht dauerhaft als bekannte Filmschauspielerin etablieren. Ab den 1950er-Jahren war sie ausschließlich in Fernsehproduktionen zu sehen. 1965 drehte sie ihren letzten Kinofilm, ihre letzte Rolle im Fernsehen hatte sie 1976 in der Krimiserie Make-Up und Pistolen mit Angie Dickinson.
Joan Tetzel war zweimal verheiratet, zuletzt von 1949 bis zu ihrem Tod mit dem Schauspieler Oskar Homolka. Tetzel starb im Alter von 56 Jahren im englischen Sussex an einer Krebserkrankung.

## Filmografie (Auswahl)
- 1946: Duell in der Sonne (Duel in the Sun)
- 1947: Der Fall Paradin (The Paradine Case)
- 1950: Strafsache Thelma Jordon (The File on Thelma Jordon)
- 1954: Hölle unter Null (Hell Below Zero)
- 1957: Rauchende Colts (Gunsmoke; Fernsehserie, 1 Folge)
- 1958: Alfred Hitchcock präsentiert (Alfred Hitchcock Presents; Fernsehserie, 1 Folge)
- 1963: Perry Mason (Fernsehserie, 1 Folge)
- 1965: Joy in the Morning
- 1976: Make-up und Pistolen (Police Woman; Fernsehserie, 1 Folge)